# Udobni
Udobni - Удобный (rus) és un possiólok de la República d'Adiguèsia, a Rússia. Es troba a la vora del Bélaia. És a 5 km al nord de Tulski i a 8 km al sud de Maikop.
Pertany al possiólok de Sovkhozni.